# Mk III Valentine
Mk III Valentine – najliczniej produkowany brytyjski czołg piechoty z okresu II wojny światowej. Był znany z małego kosztu produkcji i niezawodności. 

## Historia konstrukcji
Valentine skonstruowano na bazie brytyjskiego czołgu szybkiego Cruiser Mk II (A10) w korporacji Vickers-Armstrong. Został zatwierdzony do produkcji przez brytyjskie Ministerstwo Wojny 14 lutego 1940 roku. Jak wiele innych projektów, budowa pojazdu została przyspieszona po stracie sporej części sprzętu pod Dunkierką.
Była to konstrukcja łącząca dużą masę i rozmiar czołgu piechoty oraz słaby pancerz i prędkość czołgu szybkiego. Mimo że Valentine miał gorszy pancerz oraz silnik niż Matilda Mk II, kontynuowano produkcję ze względu na niższy koszt oraz niezawodność.
Był to najliczniej produkowany brytyjski czołg podczas II wojny światowej, z łączną liczbą 6855 sztuk oraz 1420 sztuk wersji wyprodukowanej w Kanadzie. Wiele z tych czołgów trafiło do ZSRR w ramach Lend-Lease Act. Armia Czerwona otrzymała 2394 brytyjskich i 1388 kanadyjskich czołgów (pozostałe 32 służyło do treningu w Kanadzie).
Valentine zdobyte przez Niemców były oznaczane jako Infanterie Panzerkampfwagen Mk.III 749(e).

## Odnalezienie czołgu w Warcie
25 października 2012 z koryta starorzecza Warty (niedaleko miejscowości Warta, woj. łódzkie) wydobyto czołg Valentine Mk IX z czasów II wojny światowej. Okoliczni mieszkańcy od dawna opowiadali historię o zatopionym w starym korycie rzeki Warty czołgu. W styczniu 1945 r. pod pojazdem załamał się lód i maszyna, należąca do Armii Czerwonej, utknęła w rzece na dziesięciolecia. Akcja wydobycia trwała dwa dni. Wrak był zatopiony w mule i dzięki prawie beztlenowemu środowisku czołg zachował się w idealnym stanie. Po wydobyciu obracały się koła i gąsienice. Do czasów obecnych zachowało się kilkanaście egzemplarzy czołgu Valentine różnych wersji, z czego zachowane są prawdopodobnie tylko 3 lub 4 egzemplarze tego czołgu które brały udział w działaniach bojowych podczas II wojny światowej, pozostałe to egzemplarze używane wyłącznie do szkoleń lub w celach doświadczalnych.

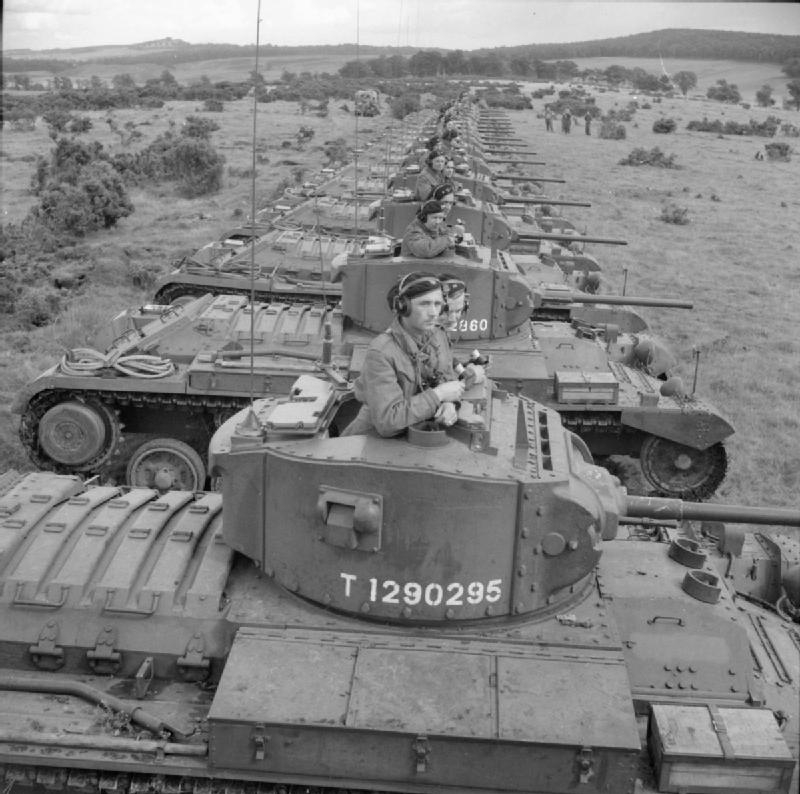
Czołgi Valentine Mark III 16 Brygady Pancernej Polskich Sił Zbrojnych na Zachodzie na manewrach w Szkocji.

## Warianty
W nawiasach podano przybliżoną liczbę wyprodukowanych sztuk.
- Valentine I (350)

Pierwsza wersja czołgu, która nie była używana z uwagi na problemy techniczne podczas produkcji (pojazdy przebudowano do innych wersji). Był uzbrojony w działo 2-funtowe i sprzężony karabin maszynowy. Ciasna wieża wymuszała, aby dowódca był jednocześnie ładowniczym. Używał silnika benzynowego o mocy 131 KM.
- Valentine II (700)

Ten model używał silnika Diesla, co zwiększało jego zasięg. Pierwszy raz użyty podczas operacji Crusader w Afryce Północnej, gdzie zaczęto zastępować nimi czołgi Matilda.
- Valentine III

Zamontowano większą wieżę, w której zmieścił się ładowniczy, odciążając tym samym dowódcę.
- Valentine IV

Wersja II używająca amerykańskiego silnika Diesla General Motors o mocy 138 KM. Zmniejszyło to zasięg czołgu, zyskując za to cichszą i wydajniejszą pracę napędu.
- Valentine V

Valentine III używająca silnika General Motors.
- Valentine VI

Kanadyjska wersja czołgu, różniąca się odlewaną wieżą i karabinem maszynowym Browning zamiast Besa.
- Valentine VII

Unowocześniona wersja modelu VI, miała zabezpieczenie zbiorników paliwa, nowe gąsienice oraz powiększoną wieżę podobną do wersji III. Produkowany jedynie w Kanadzie.
- Valentine VIII

Wersja III z działem 6-funtowym. Aby je zmieścić w wieży zrezygnowano z karabinu maszynowego i ładowniczego. Dla obniżenia masy musiano zmniejszyć grubość bocznego pancerza.
- Valentine IX

Wersja V z działem 6-funtowym. Podobne modyfikacje jak w modelu VIII.
- Valentine X

Nowa spawana wieża, dzięki której powrócił sprzężony km. Czołg miał także lepszy silnik General Motors o mocy 165 KM.
- Valentine XI

Model X wyposażony w działo 75 mm. Używany wyłącznie jako czołg dowodzenia.

### Pojazdy używające takiego samego podwozia
- Archer
- Bishop
- Valiant

### Inne warianty
- Valentine DD – czołg pływający, przeznaczony do operacji desantowych.
- Valentine Scorpion Mk I, Mk II – czołg z łańcuchowym trałem przeciwminowym.
- Valentine AMRA Mk Ib – czołg z kołowym trałem przeciwminowym.
- Valentine Snake – czołg saperski, z ładunkiem wydłużonym.
- Valentine Flamethrower – czołg wyposażony w miotacz ognia.
- Valentine CDL – czołg z silnym reflektorem do walk nocnych.

## Polskie siły zbrojne
W PSZ używano do szkolenia w dużej liczbie egzemplarzy od 1940 do 1944 roku w następujących wersjach:
- Valentine I
- Valentine II
- Valentine IV
- Valentine V
- Valentine VIII

Do walki czołgiści ruszyli już na nowocześniejszych czołgach.